# Myosotis baltica
Myosotis baltica är en strävbladig växtart som beskrevs av Samuelsson och Harald Lindberg. Myosotis baltica ingår i släktet förgätmigejer, och familjen strävbladiga växter. Inga underarter finns listade i Catalogue of Life.